# 도로시 스트래튼
도로시 루스 후그스트래튼(영어: Dorothy Ruth Hoogstraten, 1960년 2월 28일~ 1980년 8월 14일)은 캐나다의 배우이자 모델로 주로 플레이보이 플레이메이트(Playboy Playmate)로 출연한 것으로 알려져 있다. 스트래튼은 1979년 8월 이달의 플레이보이 플레이메이트(Playboy Playmate)와 1980년 올해의 플레이메이트(Playmate of the Year)였으며, 세 편의 코미디 영화와 최소 두 편의 미국 네트워크 텔레비전(American Network TV)에서 방송된 쇼에 출연했다. 그녀는 20세의 나이에 소원해진 남편이자 매니저인 폴 스나이더에 의해 살해되었으며, 그는 이혼하고 사업 관계를 끊는 과정에 있었다. 스나이더는 그가 스트래튼을 살해한 후 자살을 하였다.